# Lý thuyết chọn lọc r/K

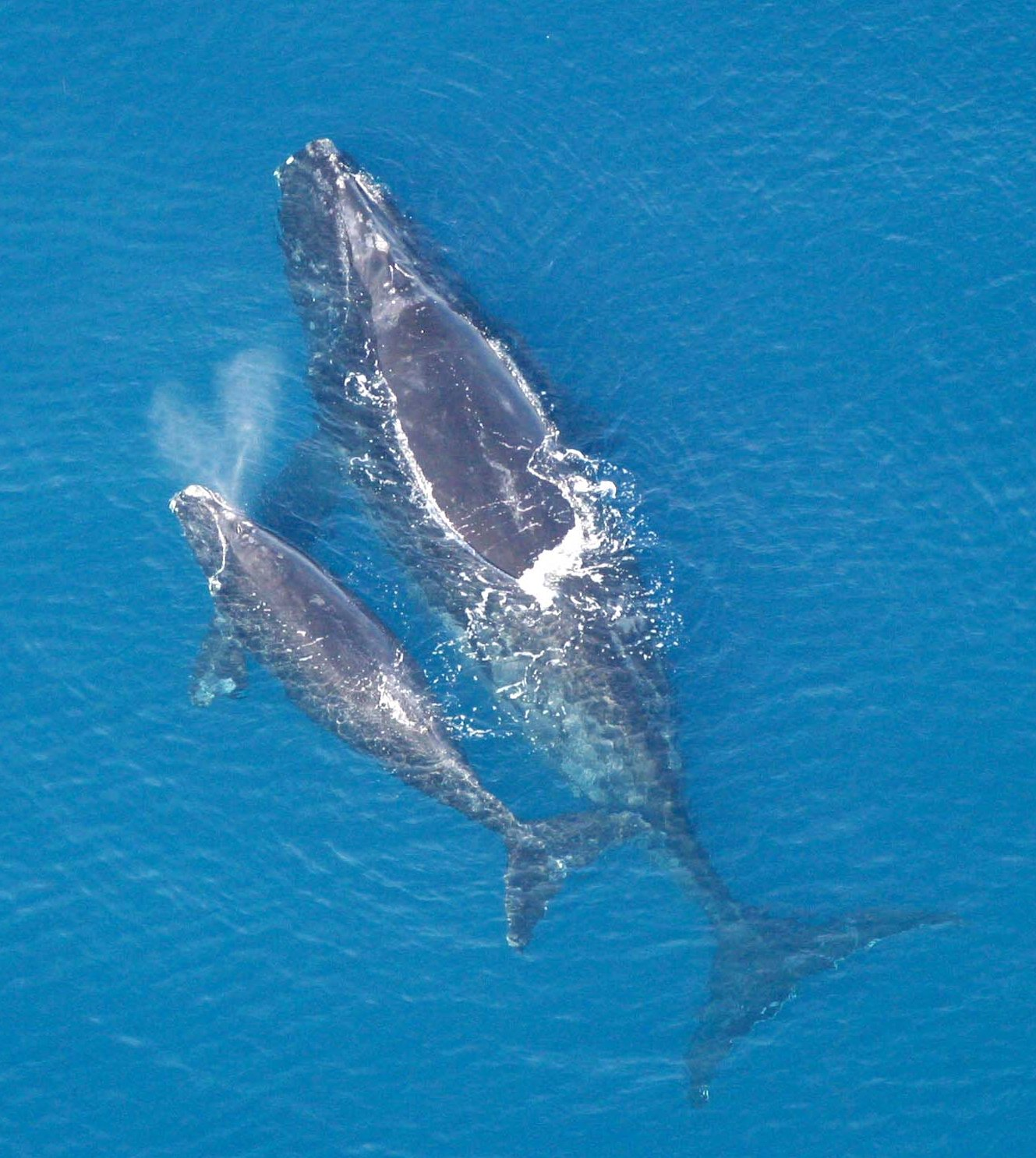
Một con cá voi trơn Bắc Đại Tây Dương với đứa con duy nhất của nó. Sinh sản của cá voi theo một chiến lược chọn lọc K, với ít con, thời kỳ mang thai dài, bố mẹ chăm sóc nhiều hơn, và thời gian trưởng thành dài.

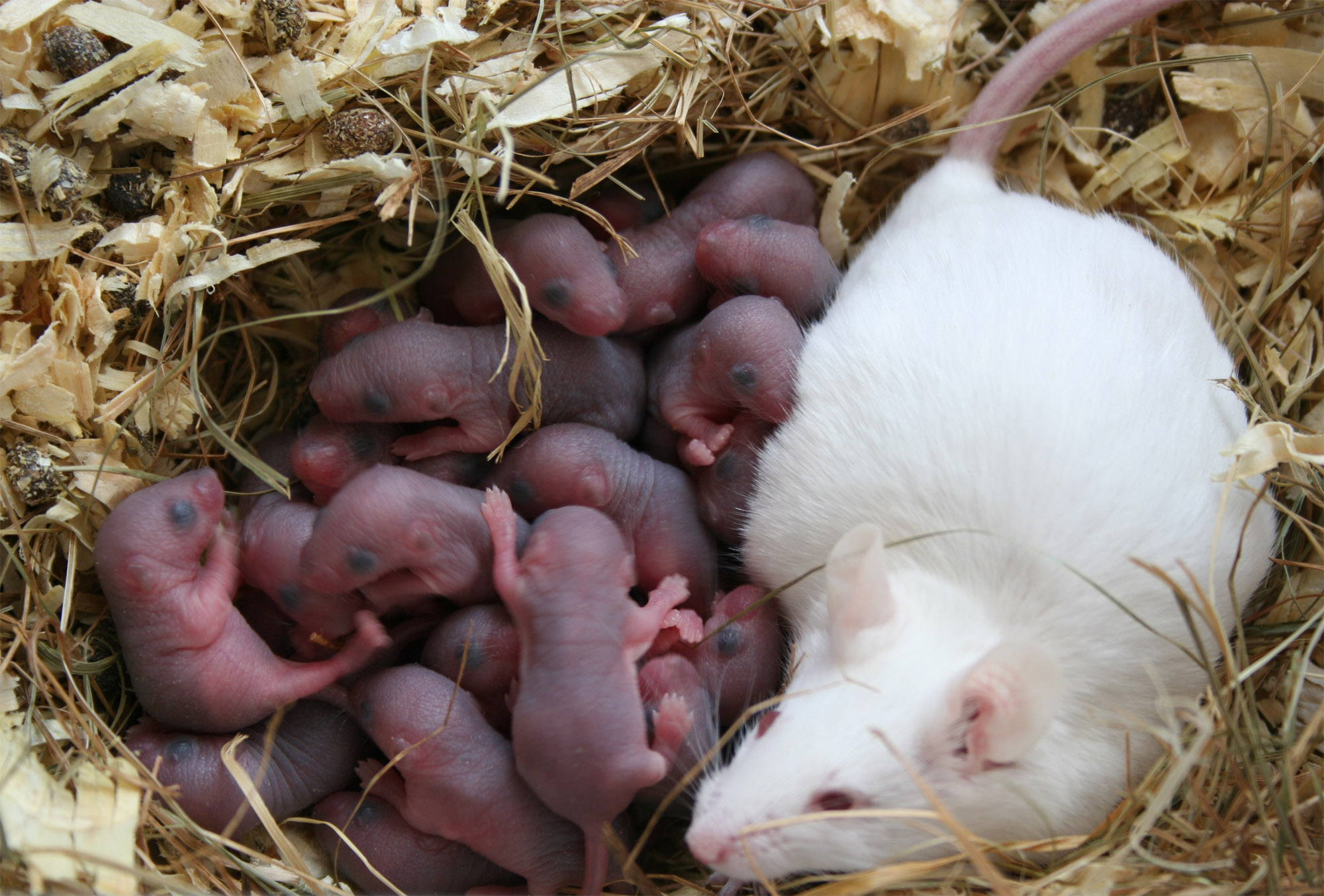
Một ổ chuột con với mẹ của chúng. Sinh sản ở chuột theo một chiến lược chọn lọc r, với nhiều con, thời kỳ mang thai ngắn, bố mẹ chăm sóc ít hơn và thời gian trưởng thành ngắn.

Trong sinh thái học, lý thuyết chọn lọc r/K liên quan tới việc chọn lọc các tính trạng trong một sinh vật mà đánh đổi giữa số lượng và chất lượng của con cái. Việc tập trung vào hoặc số lượng con cái và trả giá bằng sự đầu tư của cha mẹ của các nhà-chiến-lược-r, hoặc giảm số lượng con cái và tăng đầu tư của cha mẹ tương ứng của các nhà-chiến-lược-K, biến đổi một cách rộng rãi, có vẻ như đã đẩy mạnh sự thành công trong những môi trường cụ thể.
Thuật ngữ chọn lọc r/K được đặt ra bởi nhà sinh thái học Robert MacArthur và E. O. Wilson vào năm 1970 dựa trên công trình của họ về địa lý sinh học đảo; mặc dù khái niệm tiến hóa của các chiến lược lịch sử sự sống có một lịch sử dài hơn .
Lý thuyết này phổ biến vào thập kỷ 1970 và 1980, khi nó được sử dụng làm một thiết bị heuristic, nhưng mất tầm quan trọng của nó vào đầu thập niên 1990, khi nó bị chỉ trích bởi các nghiên cứu kinh nghiệm khác nhau. Một mô hình sự sống-lịch sử đã thay thế mô hình chọn lọc r/K nhưng tiếp tục đóng góp nhiều đề tài quan trọng của nó.